# Ouhorlíkovití
Ouhorlíkovití (Glareolidae) jsou čeledí dlouhokřídlých ptáků, zahrnující dvě odlišné skupiny - ouhorlíky a běhulíky.
- ouhorlíci mají krátké nohy, dlouhá, špičatá křídla a dlouhý vykrojený ocas; obvykle loví za letu hmyz jako vlaštovky
- běhulíci mají dlouhé nohy, krátká křídla a dlouhý špičatý zobák; žijí v pouštních a polopouštních oblastech

Na světě žije asi 17 druhů ouhorlíkovitých. Podle moderních taxonomických výzkumů tvoří ouhorlíci bazální skupinu racků (Lari).

## Druhy zjištěné v Česku
- ouhorlík stepní (Glareola pratincola)
- ouhorlík černokřídlý (Glareola nordmanni)
- běhulík plavý (Cursorius cursor)